# Férfi 81 kg-os cselgáncs a 2015. évi nyári európai ifjúsági olimpiai fesztiválon
A 2015. évi nyári európai ifjúsági olimpiai fesztiválon a cselgáncs versenyszámokat Tbilisziben rendezték. A férfi 81 kilogrammos cselgáncs viadalokat július 31.-én rendezték.

## Mérkőzések

### Döntő
|  | Döntő                |        |  |
|  |                      |        |  |
|  | Murad Kurbanismailov | 100(0) |  |
|  | Murad Kurbanismailov | 100(0) |  |
|  | Miroslav Kopis       | 000(0) |  |

### Felső ág
|  | Selejtező                     | Selejtező                     | Selejtező |  |  | Nyolcaddöntők                 | Nyolcaddöntők                 | Nyolcaddöntők            |                          |        | Negyeddöntők         | Negyeddöntők         | Negyeddöntők         |                      |        | Elődöntők | Elődöntők | Elődöntők |  |
|  |                               |                               |           |  |  |                               |                               |                          |                          |        |                      |                      |                      |                      |        |           |           |           |  |
|  |                               |                               |           |  |  | Jan Reijntjens                | Jan Reijntjens                | 101(0)                   |                          |        |                      |                      |                      |                      |        |           |           |           |  |
|  | Christoph Gollner             | Christoph Gollner             | 100(1)    |  |  | Christoph Gollner             | Christoph Gollner             | 000(0)                   |                          |        |                      |                      |                      |                      |        |           |           |           |  |
|  | Robert Kirakosyan             | Robert Kirakosyan             | 011(0)    |  |  |                               |                               |                          |                          |        | Jan Reijntjens       | Jan Reijntjens       | 100(0)               |                      |        |           |           |           |  |
|  |                               |                               |           |  |  |                               |                               | Donatas Sabonis          | Donatas Sabonis          | 000(1) |                      |                      |                      |                      |        |           |           |           |  |
|  |                               |                               |           |  |  | Erwan Eggermont               | Erwan Eggermont               | 010(0)                   |                          |        |                      |                      |                      |                      |        |           |           |           |  |
|  |                               |                               |           |  |  | Donatas Sabonis               | Donatas Sabonis               | 110(1)                   |                          |        |                      |                      |                      |                      |        |           |           |           |  |
|  |                               |                               |           |  |  |                               |                               |                          |                          |        | Jan Reijntjens       | Jan Reijntjens       | 000(0)               |                      |        |           |           |           |  |
|  |                               |                               |           |  |  |                               |                               |                          |                          |        |                      |                      | Murad Kurbanismailov | Murad Kurbanismailov | 101(1) |           |           |           |  |
|  |                               |                               |           |  |  | Murad Kurbanismailov          | Murad Kurbanismailov          | 002(1)                   |                          |        |                      |                      |                      |                      |        |           |           |           |  |
|  | Raimonds Graumanis            | Raimonds Graumanis            | 000(0)    |  |  | Harry Alexander Lovell-Hewitt | Harry Alexander Lovell-Hewitt | 000(0)                   |                          |        |                      |                      |                      |                      |        |           |           |           |  |
|  | Harry Alexander Lovell-Hewitt | Harry Alexander Lovell-Hewitt | 002(1)    |  |  |                               |                               |                          |                          |        | Murad Kurbanismailov | Murad Kurbanismailov | 100(0)               |                      |        |           |           |           |  |
|  |                               |                               |           |  |  |                               |                               | Jaime Cantara Dos Santos | Jaime Cantara Dos Santos | 000(1) |                      |                      |                      |                      |        |           |           |           |  |
|  |                               |                               |           |  |  | Driton Krasniqi               | Driton Krasniqi               | 000(1)                   |                          |        |                      |                      |                      |                      |        |           |           |           |  |
|  |                               |                               |           |  |  | Jaime Cantara Dos Santos      | Jaime Cantara Dos Santos      | 100(0)                   |                          |        |                      |                      |                      |                      |        |           |           |           |  |

### Alsó ág
|  | Selejtező          | Selejtező          | Selejtező |  |  | Nyolcaddöntők                  | Nyolcaddöntők                  | Nyolcaddöntők      |                    |        | Negyeddöntők                | Negyeddöntők                | Negyeddöntők   |                |        | Elődöntők | Elődöntők | Elődöntők |  |
|  |                    |                    |           |  |  |                                |                                |                    |                    |        |                             |                             |                |                |        |           |           |           |  |
|  |                    |                    |           |  |  | Goga Kevkhishvili              | Goga Kevkhishvili              | 001(0)             |                    |        |                             |                             |                |                |        |           |           |           |  |
|  |                    |                    |           |  |  | Michal Wladyslaw Jackiewicz    | Michal Wladyslaw Jackiewicz    | 101(0)             |                    |        |                             |                             |                |                |        |           |           |           |  |
|  |                    |                    |           |  |  |                                |                                |                    |                    |        | Michal Wladyslaw Jackiewicz | Michal Wladyslaw Jackiewicz | 000(0)         |                |        |           |           |           |  |
|  |                    |                    |           |  |  |                                |                                | Miroslav Kopis     | Miroslav Kopis     | 101(1) |                             |                             |                |                |        |           |           |           |  |
|  |                    |                    |           |  |  | Kevin Agustin Gonzalez Ramirez | Kevin Agustin Gonzalez Ramirez | 000(1)             |                    |        |                             |                             |                |                |        |           |           |           |  |
|  | Miroslav Kopis     | Miroslav Kopis     | 110(1)    |  |  | Miroslav Kopis                 | Miroslav Kopis                 | 101(0)             |                    |        |                             |                             |                |                |        |           |           |           |  |
|  | Oleksiy Yankovskyy | Oleksiy Yankovskyy | 000(2)    |  |  |                                |                                |                    |                    |        | Miroslav Kopis              | Miroslav Kopis              | 110(1)         |                |        |           |           |           |  |
|  |                    |                    |           |  |  |                                |                                |                    |                    |        |                             |                             | Tóth Apor Imre | Tóth Apor Imre | 000(0) |           |           |           |  |
|  |                    |                    |           |  |  | Tóth Apor Imre                 | Tóth Apor Imre                 | 000(0)             |                    |        |                             |                             |                |                |        |           |           |           |  |
|  | Toghrul Huseynli   | Toghrul Huseynli   | 000(0)    |  |  | Toghrul Huseynli               | Toghrul Huseynli               | 000(2)             |                    |        |                             |                             |                |                |        |           |           |           |  |
|  | Toni Miletic       | Toni Miletic       | 000(2)    |  |  |                                |                                |                    |                    |        | Tóth Apor Imre              | Tóth Apor Imre              | 101(1)         |                |        |           |           |           |  |
|  |                    |                    |           |  |  |                                |                                | Tim Moritz Schmidt | Tim Moritz Schmidt | 000(1) |                             |                             |                |                |        |           |           |           |  |
|  |                    |                    |           |  |  | Tim Moritz Schmidt             | Tim Moritz Schmidt             | 011(0)             |                    |        |                             |                             |                |                |        |           |           |           |  |
|  |                    |                    |           |  |  | Siarhei Lebedzeu               | Siarhei Lebedzeu               | 000(1)             |                    |        |                             |                             |                |                |        |           |           |           |  |

### Vigaszág
|  |                                |                                |                   |                                |                                |                             |                             |                      |                               |                               |                             |                             |                   |                    |                    |               |               |               |
|  | Vigaszág első kör              | Vigaszág első kör              | Vigaszág első kör |                                |                                | Vigaszág negyeddöntő        | Vigaszág negyeddöntő        | Vigaszág negyeddöntő |                               |                               | Vigaszág elődöntő           | Vigaszág elődöntő           | Vigaszág elődöntő |                    |                    | Bronzmérkőzés | Bronzmérkőzés | Bronzmérkőzés |
|  | Vigaszág első kör              | Vigaszág első kör              | Vigaszág első kör |                                |                                | Vigaszág negyeddöntő        | Vigaszág negyeddöntő        | Vigaszág negyeddöntő |                               |                               | Vigaszág elődöntő           | Vigaszág elődöntő           | Vigaszág elődöntő |                    |                    | Bronzmérkőzés | Bronzmérkőzés | Bronzmérkőzés |
|  |                                |                                |                   |                                |                                |                             |                             |                      |                               |                               |                             |                             |                   |                    |                    |               |               |               |
|  |                                |                                |                   | Christoph Gollner              | Christoph Gollner              | 004(0)                      |                             |                      |                               |                               |                             |                             |                   |                    |                    |               |               |               |
|  |                                |                                |                   | Christoph Gollner              | Christoph Gollner              | 004(0)                      |                             |                      |                               |                               |                             |                             |                   |                    |                    |               |               |               |
|  |                                |                                |                   | Donatas Sabonis                | Donatas Sabonis                | 100(0)                      |                             |                      | Donatas Sabonis               | Donatas Sabonis               | 101(1)                      | Donatas Sabonis             | Donatas Sabonis   | 000(0)             |                    |               |               |               |
|  |                                |                                |                   | Donatas Sabonis                | Donatas Sabonis                | 100(0)                      |                             |                      | Donatas Sabonis               | Donatas Sabonis               | 101(1)                      | Donatas Sabonis             | Donatas Sabonis   | 000(0)             |                    |               |               |               |
|  |                                |                                |                   | Harry Alexander Lovell-Hewitt  | Harry Alexander Lovell-Hewitt  | 101(1)                      |                             |                      | Harry Alexander Lovell-Hewitt | Harry Alexander Lovell-Hewitt | 000(1)                      |                             |                   | Tóth Apor Imre     | Tóth Apor Imre     | 101(0)        |               |               |
|  |                                |                                |                   | Harry Alexander Lovell-Hewitt  | Harry Alexander Lovell-Hewitt  | 101(1)                      |                             |                      | Harry Alexander Lovell-Hewitt | Harry Alexander Lovell-Hewitt | 000(1)                      |                             |                   | Tóth Apor Imre     | Tóth Apor Imre     | 101(0)        |               |               |
|  |                                |                                |                   | Jaime Cantara Dos Santos       | Jaime Cantara Dos Santos       | 000(1)                      |                             |                      |                               |                               |                             |                             |                   |                    |                    |               |               |               |
|  |                                |                                |                   | Jaime Cantara Dos Santos       | Jaime Cantara Dos Santos       | 000(1)                      |                             |                      |                               |                               |                             |                             |                   |                    |                    |               |               |               |
|  |                                |                                |                   |                                |                                |                             |                             |                      |                               |                               |                             |                             |                   |                    |                    |               |               |               |
|  | Oleksiy Yankovskyy             | Oleksiy Yankovskyy             | 000(1)            | Kevin Agustin Gonzalez Ramirez | Kevin Agustin Gonzalez Ramirez | 000(0)                      |                             |                      |                               |                               |                             |                             |                   |                    |                    |               |               |               |
|  | Oleksiy Yankovskyy             | Oleksiy Yankovskyy             | 000(1)            | Kevin Agustin Gonzalez Ramirez | Kevin Agustin Gonzalez Ramirez | 000(0)                      |                             |                      |                               |                               |                             |                             |                   |                    |                    |               |               |               |
|  | Kevin Agustin Gonzalez Ramirez | Kevin Agustin Gonzalez Ramirez | 100(3)            |                                |                                | Michal Wladyslaw Jackiewicz | Michal Wladyslaw Jackiewicz | 100(0)               |                               |                               | Michal Wladyslaw Jackiewicz | Michal Wladyslaw Jackiewicz | 000(1)            | Tim Moritz Schmidt | Tim Moritz Schmidt | 000(0)        |               |               |
|  | Kevin Agustin Gonzalez Ramirez | Kevin Agustin Gonzalez Ramirez | 100(3)            |                                |                                | Michal Wladyslaw Jackiewicz | Michal Wladyslaw Jackiewicz | 100(0)               |                               |                               | Michal Wladyslaw Jackiewicz | Michal Wladyslaw Jackiewicz | 000(1)            | Tim Moritz Schmidt | Tim Moritz Schmidt | 000(0)        |               |               |
|  |                                |                                |                   | Toghrul Huseynli               | Toghrul Huseynli               | 000(0)                      |                             |                      | Tim Moritz Schmidt            | Tim Moritz Schmidt            | 100(0)                      |                             |                   | Jan Reijntjens     | Jan Reijntjens     | 111(0)        |               |               |
|  |                                |                                |                   | Toghrul Huseynli               | Toghrul Huseynli               | 000(0)                      |                             |                      | Tim Moritz Schmidt            | Tim Moritz Schmidt            | 100(0)                      |                             |                   | Jan Reijntjens     | Jan Reijntjens     | 111(0)        |               |               |
|  |                                |                                |                   | Tim Moritz Schmidt             | Tim Moritz Schmidt             | 100(0)                      |                             |                      |                               |                               |                             |                             |                   |                    |                    |               |               |               |
|  |                                |                                |                   | Tim Moritz Schmidt             | Tim Moritz Schmidt             | 100(0)                      |                             |                      |                               |                               |                             |                             |                   |                    |                    |               |               |               |

## Végeredmény
| Helyezés | Név                            | Nemzet              |
| -------- | ------------------------------ | ------------------- |
| Arany    | Murad Kurbanismailov           | Oroszország         |
| Ezüst    | Miroslav Kopis                 | Szlovákia           |
| Bronz    | Tóth Apor Imre                 | Magyarország        |
| Bronz    | Jan Reijntjens                 | Hollandia           |
| 5.       | Donatas Sabonis                | Litvánia            |
| 5.       | Tim Moritz Schmidt             | Németország         |
| 7.       | Harry Alexander Lovell-Hewitt  | Egyesült Királyság  |
| 7.       | Michal Wladyslaw Jackiewicz    | Lengyelország       |
| 9.       | Christoph Gollner              | Ausztria            |
| 9.       | Jaime Cantara Dos Santos       | Portugália          |
| 9.       | Kevin Agustin Gonzalez Ramirez | Spanyolország       |
| 9.       | Toghrul Huseynli               | Azerbajdzsán        |
| 13.      | Erwan Eggermont                | Luxemburg           |
| 13.      | Driton Krasniqi                | Koszovó             |
| 13.      | Goga Kevkhishvili              | Grúzia              |
| 13.      | Siarhei Lebedzeu               | Fehéroroszország    |
| 17.      | Oleksiy Yankovskyy             | Szlovénia           |
| 18.      | Robert Kirakosyan              | Örményország        |
| 18.      | Raimonds Graumanis             | Lettország          |
| 18.      | Toni Miletic                   | Bosznia-Hercegovina |